# جون اندروز (لاعب كرة قاعدة)
جون اندروز (بالإنجليزية: John Andrews)‏ هو لاعب كرة قاعدة أمريكي، ولد في 9 فبراير 1949 في مونتيري بارك في الولايات المتحدة.

## وصلات خارجية
- جون اندروز على موقعبيزبول رفرنس.كوم (الدوري الرئيسي) (الإنجليزية)
- جون اندروز على موقعبيزبول رفرنس.كوم (الدوري الثانوي) (الإنجليزية)